# Les Mourets
Les Mourets est un quartier du 13e arrondissement de Marseille. Situé dans les quartiers nord de Marseille, il se trouve à proximité du quartier historique de Château Gombert.